# Кэччойяг
Кэччойяг  — посёлок в Сыктывдинском районе Республики Коми в составе сельского поселения  Часово. 

## География
Расположен на левобережье Вычегды на расстоянии примерно 35 км по прямой от районного центра села Выльгорт на север.  

## История
В переводе с коми Кöччойяг это «бор заячей горки». До 1965 года отмечался как Верхний Коччойяг.

## Население
Постоянное население  составляло 23 человека (русские 57%) в 2002 году, 89 в 2010 .